# Onchocalanus magnus
Onchocalanus magnus är en kräftdjursart som först beskrevs av Wolfenden 1906.  Onchocalanus magnus ingår i släktet Onchocalanus och familjen Phaennidae. Inga underarter finns listade i Catalogue of Life.